# Somai József
Somai József (Székelyszentistván, 1931. augusztus 31. – Kolozsvár, 2023. december 10.) erdélyi magyar közgazdász.

## Életútja
Református földműves szülők gyermeke.

### Iskolái
Elemibe Székelyszentistvánban (Maros megye) 1937–1943, gimnáziumba Makkfalván (Maros megye) 1943 és 1947 között járt; az elméleti líceumot Marosvásárhelyen (a Református Kollégiumban, illetve utódiskolájában, a Bolyai Líceumban) végezte 1947 és 1951 között. A Bolyai Tudományegyetem Közgazdasági Karán tanult 1951 és 1955 között.

### Munkahelyei
1955–1958 között a Kolozs Tartományi Pénzügyi Igazgatóságon volt pénzügyi ellenőr.
1959–1989 között kari főtitkár előbb a Bolyai Tudományegyetemen, majd a Babeș–Bolyai Tudományegyetemen; közben 1976/77–1977/78-ban óraadótanár volt a Brassai Sámuel Líceumban,
1990-ben a Kolozs megyei polgármesteri hivatal főjegyzője, majd alpolgármestere; 1991–1995 között az RMDSZ szervezési titkára, országos titkára, országos szervezési alelnöke; 1995-től nyugalmazott közgazdász és az Iskola Alapítvány ügyvezető igazgatója (1996–2004); 2004 augusztusától a Nyilas Misi Tehetségtámogató Egyesület ügyvezető elnöke volt.
1964 és 1990 közt a sport területén is jeles szervezői tevékenységet fejtett ki, a kolozsvári U futballcsapat vezetőségi tagja, majd több mint 20 éven át a röplabdacsapat vezetőségének alelnöke, később elnöke volt 1990-ig.

## Főbb művei

### Önálló kötetek
- Gazdaság és gazdaságtudományok Brassai Sámuel életművében; Kolozsvár, RMKT, 2006, 256 oldal,
- Román-magyar gazdasági szakszótár (társszerző); RMKT kiadó, Kolozsvár, 2005, (178-268 o. k-z betűtartomány)
- Magyar-román gazdasági szakszótár (társszerző); RMKT kiadó, Kolozsvár, 2008, 140 o. (138-283 o., k-zs betűtartomány)
- Erdélyi magyar gazdasági gondolkodók panteonja; RMKT kiadó, Kolozsvár, 2014, 215 o.

### Társszerzőként, szerkesztések
- Romániai magyar alapítványok jegyzéke; szerk. Somai József; Kida–Civitas–Bölöni Farkas Sándor Alapítvány, Illyefalva–Székelyudvarhely–Kolozsvár, 1994
- A Romániai Magyar Demokrata Szövetség III. Kongresszusa. Brassó, 1993. január 15-17.; fel. szerk. Bodó Barna, Somai József; RMDSZ, Marosvásárhely, 1995
- A tudás mint társadalmi erőforrás. III. Civil Fórum 2001; fel. szerk. Somai József; Alapítvány az Erdélyi Magyar Civil Szervezetekért, Kolozsvár, 2001
- A civil szféra szerepe a közösségfejlesztésben. II. Civil Fórum 2000; fel. szerk. Somai József; Erdélyi Magyar Civil Szervezetekért Alapítvány, Kolozsvár, 2001
- A romániai magyar oktatási hálózat jövőképe. Az Iskola Alapítvány 2002. november 9-i tanácskozásán elhangzott előadások anyagát tartalmazza; fel. szerk. Somai József; Iskola Alapítvány, Kolozsvár, 2003
- A civil társadalom és az önépítkező intézményfejlesztés. IV. Civil Fórum 2002; fel. szerk. Somai József; Erdélyi Magyar Civil Szervezetekért Alapítvány, Kolozsvár, 2004
- Brassai Sámuel kiállása Széchenyi és eszméi mellett, in Széchenyi és Erdély, 2002
- A székely Kongresszus és üzenete a mának a szövetkezetek ügyében, in Az erdélyi magyar gazdasági gondolkodás múltjából, Kolozsvár 2004
- Gazdasági gondolkodás Kós Károly életművében, in Az erdélyi magyar gazdasági gondolkodás múltjából, II. kötet, Kolozsvár 2004
- A hitelszövetkezetek jelentősége Erdély gazdaságának alakulásában, in Szövetkezetek Erdélyben és Európában, 2007
- A magyar felsőoktatás fokozatos elsorvasztása, in Fehér könyv az erdélyi magyar felsőoktatás kálváriájáról, 2009
- Kísérletek az önálló magyar felsőoktatás újraindítására (1990-1999), in Fehér könyv az erdélyi magyar felsőoktatás kálváriájáról, 2009
- A XIX. század végi és a XX. század eleji Erdély gazdaságának pezsgő szellemi élete a gazdasági monográfiák tükrében. in Az erdélyi magyar gazdasági gondolkodás múltjából III. kötet, 2011
- Romániai magyar évkönyv, 2000-2010 (8 kötet)
- Civil Fórum 2000-2003 (4 kötet)

Első megjelenései: Az Általános rendszerelmélet, A HÉT, 1972/11 (u. e. kötetben in Azok a lázas hetvenes évek. Évkönyv 1980); Közgazdasági rendszerek viselkedése, KORUNK, 1974/1; A gazdasági törvények rendszerjellege, KORUNK, 1974/1; A rendszer, mint tulajdonság, A HÉT, 1975/23
Kötetekben megjelent tanulmányok száma: 48. Megjelent tanulmányok folyóiratokban: 85; Megjelent cikkek, esszék: 76; Felelős szerkesztő: 37 kiadvány, kötet; Felelős kiadó és szerkesztő: Román-magyar gazdasági szakszótár, 2005, és Magyar-román gazdasági szakszótár, 2007;
Alapító főszerkesztő: Közgazdász Fórum, (közgazdasági tudományos szaklap): 1998. jan. 1 – 2009. június 1-ig (87 szám).
Szerkesztőbizottsági tag: Civil Fórum folyóirat (2000–2011)
Közigazgatási, gazdasági, szociális, rendszerelmélet-gazdasági rendszerek, gazdasági gondolkodás története, gazdasági kultúra, vidékfejlesztés, szövetkezeti mozgalom, civil szféra építkezés témájú cikkei a Közgazdász Fórum, a Korunk, A Hét, a Művelődés, a Szövetség, a Szabadság, a Krónika, a Keresztény Magvető, a Romániai Magyar Szó, a Civil Fórum, a Hargita Népe, az Erdélyi Riport hasábjain, továbbá külföldön kötetben megjelent két tudományos dolgozata, külföldi folyóiratokban hat tanulmánya jelent meg.

## Társasági tagság
Közéleti tisztségek: Bolyai Társaság (alapító) tagja (1990-től); Erdélyi Múzeum Egyesület (újraalapító) tagja (1990-től); Romániai Magyar Közgazdász Társaság (alapító) tagja (1990-től), alelnöke (1994–2000), elnöke (2000–2006), tiszteletbeli elnöke (2006-tól); Illyés Közalapítvány romániai Alkuratóriumának titkára (1995–98); Bölöni Farkas Sándor Alapítvány, (alapító) kuratóriumi tag (1995-től); A Kolozsvári Iskola Alapítvány kurátora (Budapest, 1996-tól); Emberközpontú Fejlesztés nemzetközi hálózata magyarországi fiókjának tagja (1997-től); Alapítvány az Erdélyi Magyar Civil Szervezetekért, (alapító) soros elnök 4 évig (1999–2002), kuratóriumi tag (1999-től); Horváth István Alapítvány, alelnök (2003-tól); Nyilas Misi Tehetségtámogató Egyesület (alapító) kuratóriumi tag és ügyvezető igazgatója (2004-től); a Magyar Civil Szervezetek Szövetsége, (alapító) elnökségi tag 2004–2005 és 2008–2011); Bolyai Egyetem Baráti Társaság, (alapító) elnök (2007-től); Magyar Nemzeti Tehetségsegítő Tanács tagja (2008-tól); Magyar Nemzeti Tehetségügyi Koordinációs Fórum, állandó meghívottja (2009-től), Erdélyi Magyar Tehetségsegítő Tanács, alelnök (2010-től); 2007-től a Magyar Tudományos Akadémia külső köztestületi tagja; 1997. április 18-tól a Vitézi Rend tagja.

## Díjai, elismerései
- 2006 – Közgazdász Nagydíj, Magyarország
- 2007 – Az év közgazdásza, Erdély, Romániai Magyar Közgazdász Társaság
- 2007 – Bolyai Emlékgyűrű (az erdélyi magyar felsőoktatás ügyének támogatásáért)
- 2009 – Báthory István díj (a Bolyai Egyetem újraindításáért)
- 2010 – Gr. Mikó Imre emlékérem, Erdélyi Múzeum Egyesület
- 2010 – Elismerés az Erdélyi Múzeum Egyesület alapításának 150. évfordulója alkalmából
- 2011 – A Tehetség Szolgálatáért életmű díj, Magyarország
- 2011 – A Tehetséggondozók Parnasszusának tagja, Magyarország
- 2011 – A Köztársaság Elnökének Arany Érdemérme,[2] Magyarország
- 2013 – Wekerle Sándor életmű díj, Magyarország